# Obliques
Pour les articles homonymes, voir Oblique.
Obliques est une revue française de littérature, fondée par l'écrivain, romancier et éditeur Roger Borderie et par le metteur en scène Henri Ronse. Obliques a été publiée de 1971 à 1981 par les éditions Borderie. Chaque numéro était consacré à un écrivain ou à un thème contemporain avec une mise en page et une illustration particulièrement soignées.  
L'écrivain Michel Camus en fut le rédacteur en chef de 1976 à 1981 : « Obliques avait pour but de présenter des monographies sur des auteurs vivants, d'approcher un auteur de façon plus globalisante, en prenant l'œuvre entière et en montrant les degrés de sa complexité et de sa richesse. »

Après l'arrêt de Obliques, Roger Borderie publia la revue Le Magasin érotique de 1993 à 1995.

## Liste des numéros d'Obliques
- Obliques n° 1, Strindberg, 1972
- Obliques n° 2, Jean Genet, 1972
- Obliques n° 3, Kafka, 1973
- Obliques n° Spécial Yeats, 1973
- Obliques n° 4-5, Don Juan, 1974
- Obliques n° Spécial Bellmer, 1975
- Obliques n° Spécial Don Juan dans la Manche, 1975
- Obliques n° 6-7, L'Expressionnisme Allemand, 1976
- Obliques n° 8-9, Boris Vian De A à Z, 1976
- Obliques n° 10-11, Antonin Artaud, 1976
- Obliques n° Spécial Personimages, 1977
- Obliques n° 12-13, Sade, 1977
- Obliques n° 14-15, La Femme Surréaliste, 1977
- Obliques n° Spécial Roberte au cinéma, 1978
- Obliques n° Spécial Cantilènes en gelée, 1978
- Obliques n° 16-17, Robbe-Grillet, 1978
- Obliques n° 18-19, Sartre, 1979
- Obliques n° Spécial Lulu, 1979
- Obliques n° 20-21, Brecht, 1979
- Obliques n° Spécial Wagner, 1979
- Obliques n° Spécial Le Bout des Bordes, 1981
- Obliques n° 24-25, Sartre  et  les  arts, 1981
- Obliques n° Spécial Kierkegaard, 1981
- Obliques n° Spécial Giono, 1992

- Les Cahiers Obliques 1, 1980
- Les Cahiers Obliques 2, 1980